# Barbus afrovernayi
Barbus afrovernayi е вид лъчеперка от семейство Шаранови (Cyprinidae). Видът не е застрашен от изчезване.

## Разпространение
Разпространен е в Ангола, Ботсвана, Демократична република Конго, Замбия, Зимбабве и Намибия.

## Описание
На дължина достигат до 5,7 cm.